# Wolfgang Meurer (Oberstleutnant)
Wolfgang Meurer (* um 1554 in Leipzig; † 17. Februar 1663) war ein kursächsischer Oberstleutnant und Rittergutsbesitzer, der 1648 der Universität Leipzig das sogenannte Fürstenhaus und den angrenzenden Garten schenkte.

## Leben

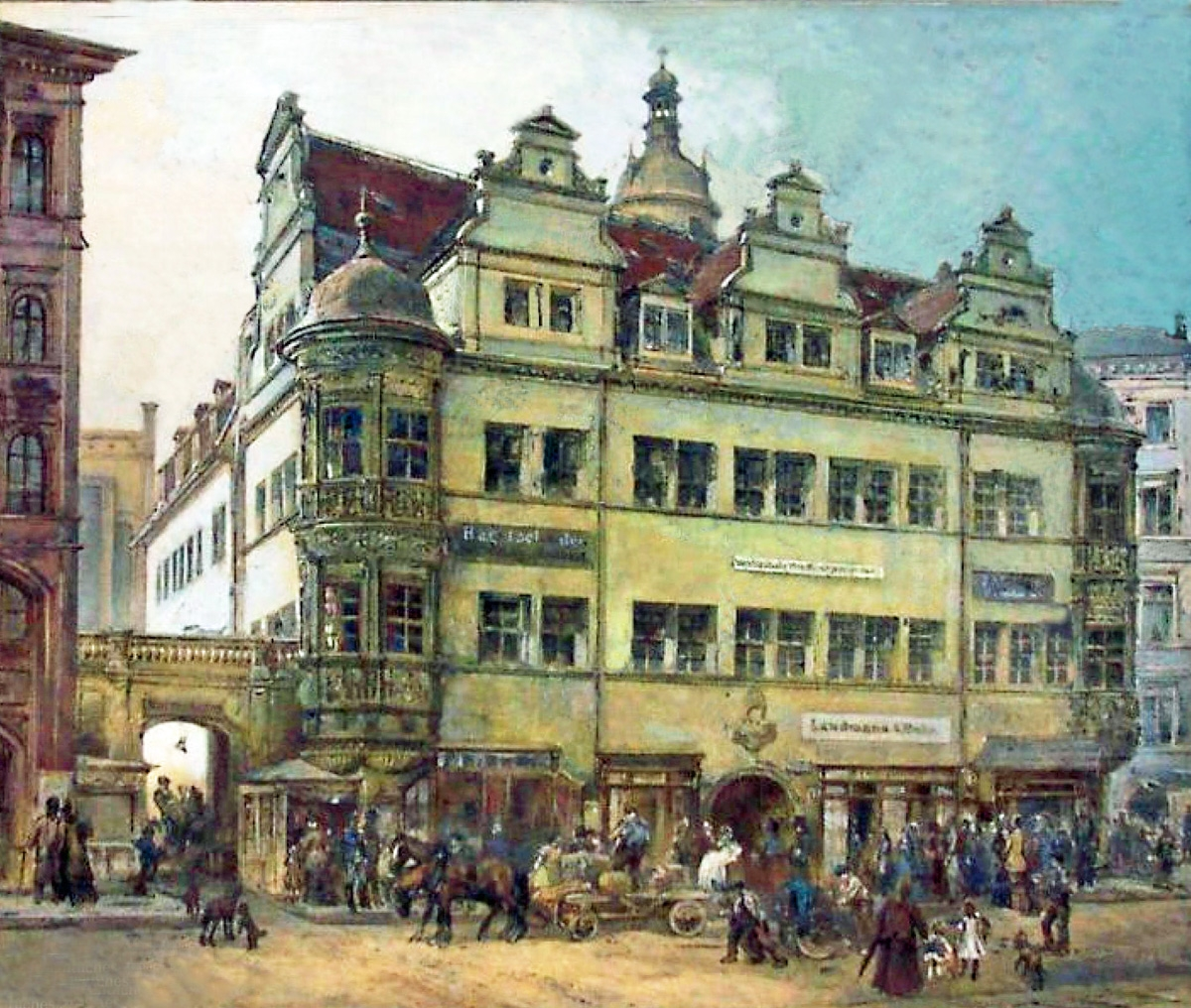
Fürstenhaus Leipzig, Zustand um 1870

Er war ein Enkel des aus dem erzgebirgischen Altenberg stammenden sächsischen Pädagogen und Arztes Wolfgang Meurer und wurde in der Messestadt Leipzig geboren. Der promovierte Rechtswissenschaftler und Syndikus der Stadt Hamburg, Philipp Meurer, war sein Onkel, zu dessen Kindern, darunter Johann Christoph Meurer in Hamburg, ein relativ inniges Verhältnis bestand, weshalb er diese im Jahre 1638 zu Mitbelehnten seines Rittergutes Strelln einsetzte.
Wolfgang Meurer schlug eine Militärlaufbahn im Dienst des Kurfürsten Johann Georg I. von Sachsen ein und wurde bis zum Oberstleutnant befördert. Zu Geld gekommen, konnte er 1639 in Leipzig das Fürstenhaus, einen der schönsten Renaissancebauten der Stadt, erwerben, das er nebst angrenzendem Garten am 12. Januar 1648 unter damit verknüpfter Auflage der Zahlung einer jährlichen Leibrente der Universität Leipzig schenkte und sich auf das Rittergut Strelln zurückzog, das er im Jahre 1638 käuflich erworben hatte. Zunehmende Geldsorgen im Alter führten dazu, dass er einige Monate vor seinem Tod dieses Gut an den Rittmeister von Arnstedt verkaufen musste.

## Familie
Wolfgang Meurer heiratete im Jahre 1653 die verwitwete Bartha von Krosigk geborene von der Schulenburg. 
Sein einziger Sohn Wolfgang Christoph Meurer überlebte ihn. Er stand im brandenburgischen Kriegsdienst und war in Minden stationiert.